# کاراجورجوو (باچکا پالانکا)
کاراجورجوو (به صربی: Karađorđevo) یک منطقهٔ مسکونی در صربستان است که در Bačka Palanka Municipality واقع شده‌است.